# Ove Dalager Ditlevsen
Ove Dalager Ditlevsen (født 21. oktober 1935, Glostrup, død 20. maj 2024) var en dansk ingeniør, Dr.techn. og professor emeritus i mekanik på Danmarks Tekniske Universitet.
Han blev uddannet bygningsingeniør fra Danmarks Tekniske Universitet i 1959. Han blev ansat som forskningsassicent på DIAB (Danmarks Ingeniørakadami, Bygningsafdeling) i 1959, og blev ansat som lektor samme sted i 1961. Herefter blev han professor i matematik fra 1964-1984. Han var ekstern lektor i sandsynlighedsteori på DTU fra 1966-1968 og var herefter forskningsprofessor på afdeling for bærende konstruktioner samme sted fra 1984 til 1991. Herefter blev han professor i Sikkerhed og belastning i byggekonstruktioner, og havde denne stilling indtil 2001, hvor han blev professor i afdeling for byggekonstruktioner. I 2005 blev han professor emeritus.
Han blev i 1971 Dr.techn. fra DTU.
Ove Dalager Ditlevsen er begravet i Birkerød.

## Hæder
Han var fra 1970 medlem af Akademiet for de Tekniske Videnskaber.
- 1962 A. Ostenfelds Guldmedalje[6]
- 1974 Esso-Prisen[2]
- 1994 Villum Kann Rasmussens Årslegat til Teknisk og Naturvidenskabelig Forskning[7]
- 2004 Alfred M. Freudenthal Medal, uddelt af American Society of Civil Engineers[3]